# Matt Parkman
Matt Parkman és un personatge de ficció de la sèrie televisiva Herois interpretat per Greg Grunberg. Matt és un agent de policia de 35 anys que viu a Los Angeles. Pot llegir la ment de les persones i, per tant, escoltar els seus pensaments.

## Història
Matt Parkman és un oficial de policia de Los Angeles. Ha intentat ser detectiu en tres ocasions, sense èxit (però no perquè no estudii, sinó perquè a la sèrie s'entreveu que és dislèctic). A partir d'un determinat moment, en Matt ha adquirit la capacitat de llegir les ments de les persones que l'envolten. A la seva primera aparició, al capítol No miris enrere, sent la ment d'una nena Molly Walker, que s'havia amagat d'un assassí anomenat Sylar. En trobar-la, esdevé sospitós d'assassinat però, després de l'interrogatori de l'FBI, l'agent Audrey el creu, ja que, quan Sylar entra a l'edifici i intenta assassinar una altra vegada a la nena, en Matt la salva.
Pel que fa a la seva vida personal, Matt té problemes amb la seva dona, Janice Parkman, que no sospita que el seu marit tingui poders.

## Habilitats
Té l'habilitat de la telepatia, però no la pot controlar completament, de manera que pateix molts problemes i ha de prendre decisions difícils quan sent coses que no hauria d'haver sentit. l'habilitat de la telepatia és molt àmplia i complexa, però fins ara només ha demostrat poder llegir pensaments i records.